# Totale interne reflectie

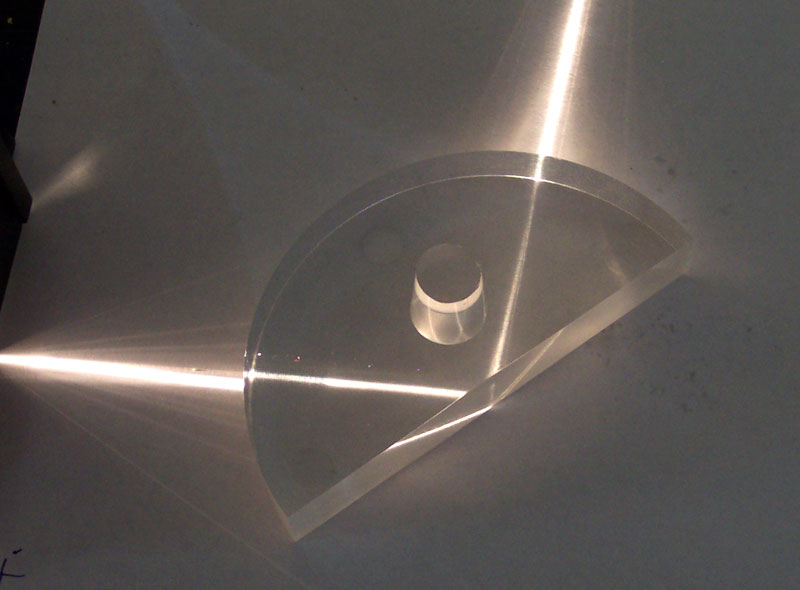
Totale interne reflectie

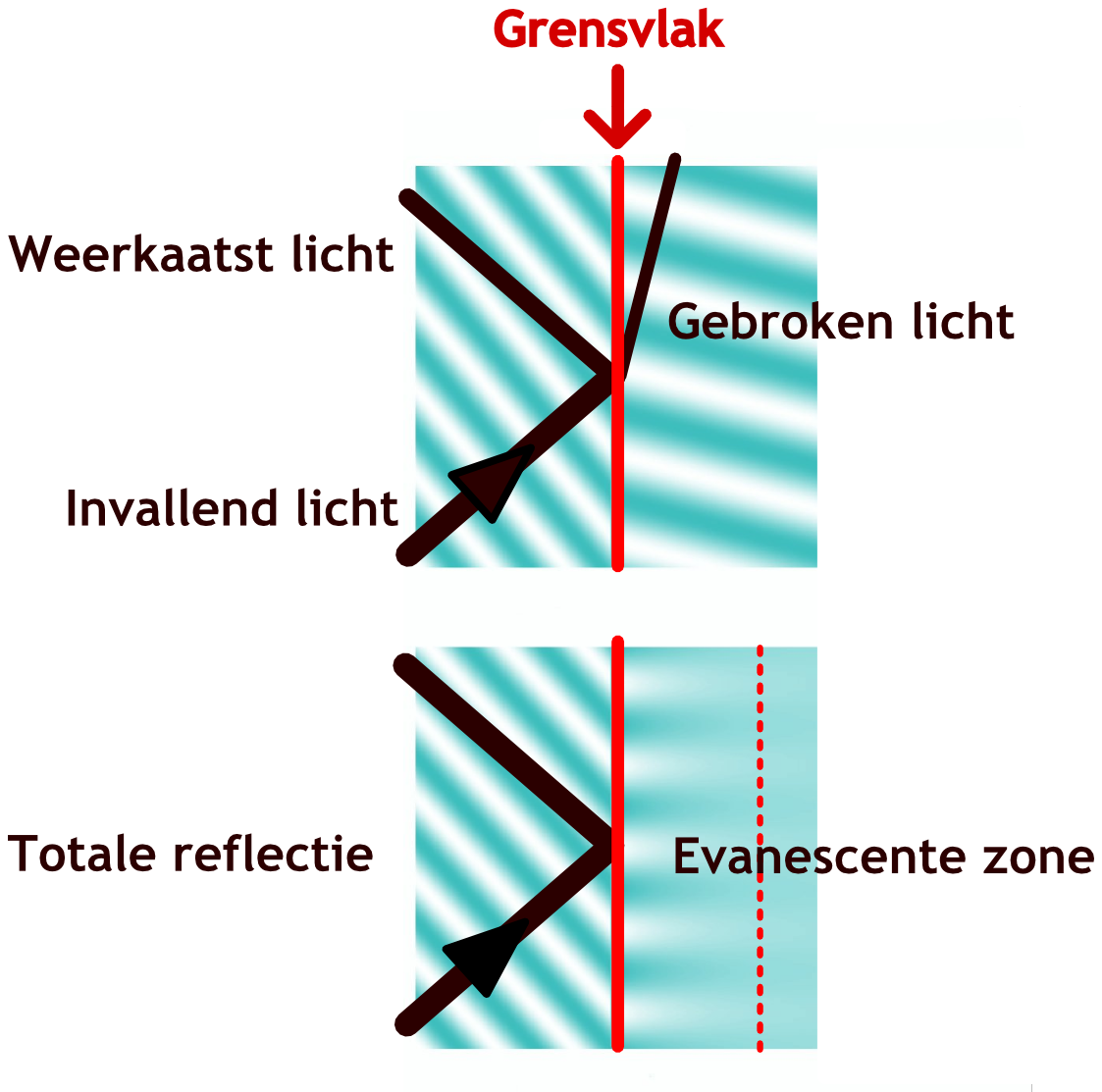
Evanescent veld achter het grensvlak bij totale interne reflectie. De voortplantingsrichting van het licht is van linksonder naar rechtsboven, haaks op de golven, en de uitgaande golven zijn niet weergegeven.

Totale interne reflectie (TIR) is een optisch verschijnsel dat optreedt als licht onder een bepaalde hoek invalt op een scheidingsvlak met een optisch minder dicht materiaal (kleinere brekingsindex). Vanaf een bepaalde hoekgrootte, de kritische hoek, wordt het licht niet meer gebroken, maar volledig inwendig weerkaatst. De kritische hoek wordt bepaald door de Wet van Snellius.
TIR wordt onder andere gebruikt in glasvezeloptiek, in retro-reflecterende prisma's, en in prisma's zoals men die bijvoorbeeld in een prismakijker aantreft. In de natuur kan men een soortgelijk effect (maar met een langzaam variërende optische dichtheid in plaats van een grensvlak) aantreffen bij luchtspiegelingen.

## Evanescente golf en gefrustreerde totale interne reflectie
Hoewel bij TIR het licht in principe volledig wordt weerkaatst, dringt een klein deel van het elektromagnetische veld door tot aan de andere zijde van het grensvlak. Dit veld, dat zich niet voortplant, valt zeer snel af met de afstand tot het grensvlak (het is binnen enkele golflengten vrijwel volledig verdwenen), en wordt evanescente golf of uitdovende golf genoemd. Wanneer zich echter binnen deze afstand een ander medium bevindt met een optische dichtheid die minstens even groot is als die van het eerste medium, kan een deel van het licht zich weer in dat materiaal voortplanten, en zal de reflectie niet volledig zijn. Men spreekt in dat geval van gefrustreerde totale interne reflectie. Wanneer zich in het gebied van de evanescente golf structuren bevinden die het licht kunnen absorberen, zal een deel van het licht geabsorbeerd worden en ook dan zal de teruggekaatste bundel zwakker zijn dan de invallende. Dit laatste principe wordt onder andere toegepast in Attenuatie van de Totale Reflectie (ATR), een hulptechniek die bij met name de infraroodspectroscopie wordt gebruikt.
Evanescente golven en gefrustreerde reflectie kunnen zich in principe bij alle soorten golfverschijnselen voordoen, en het tunneleffect in de kwantummechanica is wiskundig gezien hetzelfde effect.